# Ministerium für Wirtschaft, Arbeit, Energie und Klimaschutz des Landes Brandenburg
Das Ministerium für Wirtschaft, Arbeit, Energie und Klimaschutz des Landes Brandenburg (MWAEK) ist das Arbeits- und Wirtschaftsministerium des Landes Brandenburg mit Sitz in Potsdam und eines seiner neun Ministerien.

## Leitung
Seit dem 11. Dezember 2024 ist Daniel Keller (SPD) Minister im Kabinett Woidke IV, Staatssekretärin ist seit dem 11. Dezember 2024 Friederike Haase.

## Geschichte
In der 1945 gebildeten ersten Regierung der damaligen Provinz Brandenburg (Kabinett Steinhoff I) existierten noch keine Ministerien. Für Wirtschaft war der 2. Vizepräsident Edwin Hoernle zuständig, der noch 1945 von Heinrich Rau abgelöst wurde. Ab der 1946 folgenden Regierung existierte dann bis zur Auflösung des Landes Brandenburg 1952 ein eigenständiges Wirtschaftsministerium.
Zur Wiedergründung des Landes Brandenburg im Jahr 1990 wurde auch das Wirtschaftsministerium wieder eingerichtet. 2009 erhielt es den Bereich „Europa“ vom Justizministerium, gab ihn jedoch schon 2014 wieder zurück. 2019 erhielt es den Bereich „Arbeit“ vom Sozialministerium und 2024 den Bereich „Klimaschutz“ vom Landwirtschafts- und Umweltministerium.
Folgende Namen trug das Ministerium seit 1990: 
| Zeitraum  | Bezeichnung                                                 |
| --------- | ----------------------------------------------------------- |
| 1990–1999 | Ministerium für Wirtschaft, Mittelstand und Technologie     |
| 1999–2009 | Ministerium für Wirtschaft                                  |
| 2009–2014 | Ministerium für Wirtschaft und Europaangelegenheiten        |
| 2014–2019 | Ministerium für Wirtschaft und Energie                      |
| 2019–2024 | Ministerium für Wirtschaft, Arbeit und Energie              |
| seit 2024 | Ministerium für Wirtschaft, Arbeit, Energie und Klimaschutz |

## Aufgaben und Organisation
Das Ministerium gliedert sich in folgende Abteilungen:
- Abteilung 1: Zentrale Dienste, Grundsatzfragen
- Abteilung 2: Wirtschaftsförderung, Digitalisierung
- Abteilung 3: Energie, Rohstoffe
- Abteilung 4: Wirtschaftsordnung, Gründungen, Außenwirtschaft
- Abteilung 5: Arbeit, Fachkräfte, Europäische Strukturfonds

## Nachgeordnete Behörden
Dem Ministerium sind folgende Einrichtungen nachgeordnet:
- Landesoberbehörden
  - Landesamt für Bergbau, Geologie und Rohstoffe (LBGR), Cottbus
  - Landesamt für Mess- und Eichwesen Berlin-Brandenburg (LME), Kleinmachnow

## Staatssekretäre im Ministerium
- 1990–1992: Knut Sandler
- 1992–1994: Wolfgang-Ekkehard Hesse
- 1994–1999: Michael Pieper
- 1999–2004: C. Wolfgang Vogel
- 2004–2008: Wolfgang Krüger
- 2008–2009: Michael Richter
- 2009–2014: Henning Heidemanns
- 2014–2024: Hendrik Fischer
- seit 2024: Friederike Haase